# Cristina Narbona Ruiz
Cristina Narbona Ruiz (Madrid, 29 de juliol de 1951) és una economista, política i professora universitària espanyola, ha estat ministra de Medi Ambient. És presidenta del PSOE des de 2017.

## Biografia
Va néixer el 29 de juliol de 1951 a la ciutat de Madrid. Exiliada als 12 anys amb la seva família a Itàlia per la repressió de la dictadura franquista, va estudiar ciències econòmiques a la Universitat de Roma La Sapienza, en la qual es va doctorar. Va retornar a Espanya l'any 1975, dedicant-se a la docència a la Universitat de Sevilla. Està vinculada sentimentalment amb Josep Borrell i Fontelles.

## Activitat política
Vinculada al Partit Socialista Obrer Espanyol (PSOE), encara que no s'hi va afiliar fins a l'any 1993, el 1982 va ser nomenada Viceconsellera d'Economia de la Junta d'Andalusia en el primer govern autonòmic de Rafael Escuredo.
En els successius governs presidits per Felipe González va ocupar diversos càrrecs de direcció al Banc Hipotecari d'Espanya, va ser Directora General d'Habitatge del Ministeri d'Obres Públiques el 1991 i Secretària d'Estat de Medi Ambient i Habitatge el 1993.
En les eleccions generals de 1996 va ser escollida diputada al Congrés dels Diputats per la província d'Almeria. El 1999 es va presentar i va ser escollida regidora pel PSOE a l'ajuntament de Madrid, al mateix temps que es va incorporar a la Comissió Executiva Federal del PSOE de la mà de José Luis Rodríguez Zapatero. Reelegida en les eleccions generals de 2004 novament diputada, en aquesta ocasió per la circumscripció de Madrid, la victòria socialista i el nomenament de Rodríguez Zapatero com a President del Govern li van permetre ser nomenada Ministra de Medi Ambient.
En la seva tasca al capdavant del Ministeri s'ha proposat com a objectiu el compliment del Protocol de Kyoto; va suspendre el projecte de transvasament de l'aigua del riu Ebre cap al sud-est peninsular
a canvi de solucionar l'escassetat d'aigua amb la construcció de dessaladores i aprofitar els recursos hídrics de cada territori; va modificar el transvasament del riu Xúquer al Vinalopó i ha impulsat un projecte d'ampliació de l'ús de les energies renovables, sent partidària del tancament progressiu de totes les centrals nuclears existents a Espanya.
El 2007, després del fracàs dels socialistes madrilenys en les eleccions autonòmiques i municipals i la dimissió forçada de Rafael Simancas com a líder regional, és designada presidenta de la Comissió Gestora de la Federació Socialista de Madrid.
Des de juny de 2017 i a proposta de Pedro Sánchez, és presidenta del PSOE. Fou elegida en el 39è congrés del partit.